# Catharsis (álbum de Elis)
Catharsis es el cuarto y último álbum de estudio de Elis, lanzado el 27 de noviembre de 2009 por Napalm Records. Este es el primer y único álbum con Sandra Schleret (ex-Dreams of Sanity, Siegfried) como su vocalista después de la muerte de Sabine Dünser; la banda lanzó a principios de 2007 el MCD "Show Me The Way". 

## Fondo
Después de su tour durante 2007 y 2008, la banda anunció que habían entrado al estudio para grabar su cuarto álbum, el siguiente a su salida en 2006, Griefshire. Ellos pasaron el resto de 2008 y una parte de 2009 grabando el nuevo álbum.
Después de la repentina muerte de la cantante original de Elis Sabine Dünser, la banda decidió continuar sus ideas musicales. el álbum fue lanzado a finales de 2009 con Napalm Records, siendo el primer lanzamiento completo con la nueva cantante Sandra Schleret, conocida de Dreams of Sanity y Siegfried. El álbum contiene pistas pesadas y rápidas, pero es sin embargo emocional.

## Recepción
Allmusic criticó "melodías de teclado no inspiradas utilizando sonidos predefinido" y una falta general de originalidad pero encontró la voz de Sandra Schleret "bonita". Sin embargo, la revista Sonic Seducer publicó una crítica que calificaba el álbum de fascinante y mencionaba la "autenticidad de cada nota".
Laut.de escribió que Sandra Schleret no copió el estilo de Dünser, en lugar de esto, ella fue aludida por su voz más oscura, más potente en la mayoría de las pistas. La versión de Jennifer Rush "I Come Undone" fue encontrado sin embargo más débil que el original.

## Lista de canciones
1. "Core of Life" (04:08)
2. "Twinkling Shadow" (04:25)
3. "Warrior's Tale" (06:05) (feat. Michelle Darkness)
4. "Des Lebens Traum, des Traumes Leben" (04:06)
5. "I Come Undone" (04:25)
6. "Firefly" (04:25)
7. "Morning Star" (04:17)
8. "Das kleine Ungeheuer" (3:53)
9. "Mother's Fire" (04:02)
10. "Rainbow" (04:10)
11. "The Dark Bridge" (04:56)
12. "Ghost Of The Past" (Bonus en Digipack)
13. "No Hero" (Bonus en Digipack)

### Digipack Bonus-DVD "Metal Female Voices Fest 2007"
1. "Tales From Heaven And Hell"
2. "Die Zeit"
3. "Show me The Way"
4. "Phoenix From The Ashes"
5. "Der letzte Tag"
6. "Lost Soul"
7. "A New Decade"
8. "Heaven And Hell"

La versión digipack incluye un DVD con secuencias en vivo de la banda del Metal Female Voices Fest 2007.
- 25 de noviembre de 2009 - Finlandia, España
- 27 de noviembre de 2009 - Alemania, Suiza, Austria, Benelux, Italia
- 30 de noviembre de 2009 - Resto de Europa
- 15 de diciembre de 2009 - EE. UU.
- 12 de enero de 2010 - Canadá

## Créditos
- Sandra Schleret – voz
- Pete Streit – guitarra
- Chris Gruber – guitarra
- Tom Saxer – bajo, growl
- Max Naescher – batería
- Producido, grabado, mezclado y masterizado por Alexander Krull.
- Aparición especial en Warrior's Tale - Michelle Darkness.
- Toda la música escrita por Pete Streit excepto la pista 5 escrita por Morrie Elliot Brown y Ellen Shipley, 7 y 8 escritas por Ellen Shipley, pista 10 escrita por Simone Dyllong y Maximilian Nascher. Todas las letras y arreglos vocales por Sandra Schleret, excepto la pista 5 escrita por Morrie Elliot Brown y Ellen Shipley. Programado por Elis y producido por Alexander Krull. Grabado, ingeniería, mezclado y masterizado por Alexander Krull en Mastersound Studios en Steinheim, Alemania en 2008/2009.
- Asistentes de Ingenieros de Grabación Mathias Roderer y Thorsten Bauer. Programación y muestras adicionales por Alexander Krull .
- Fotos de portada por Stefan Heilemann y maquillaje por Sylvia Hable.